# David Moješčík

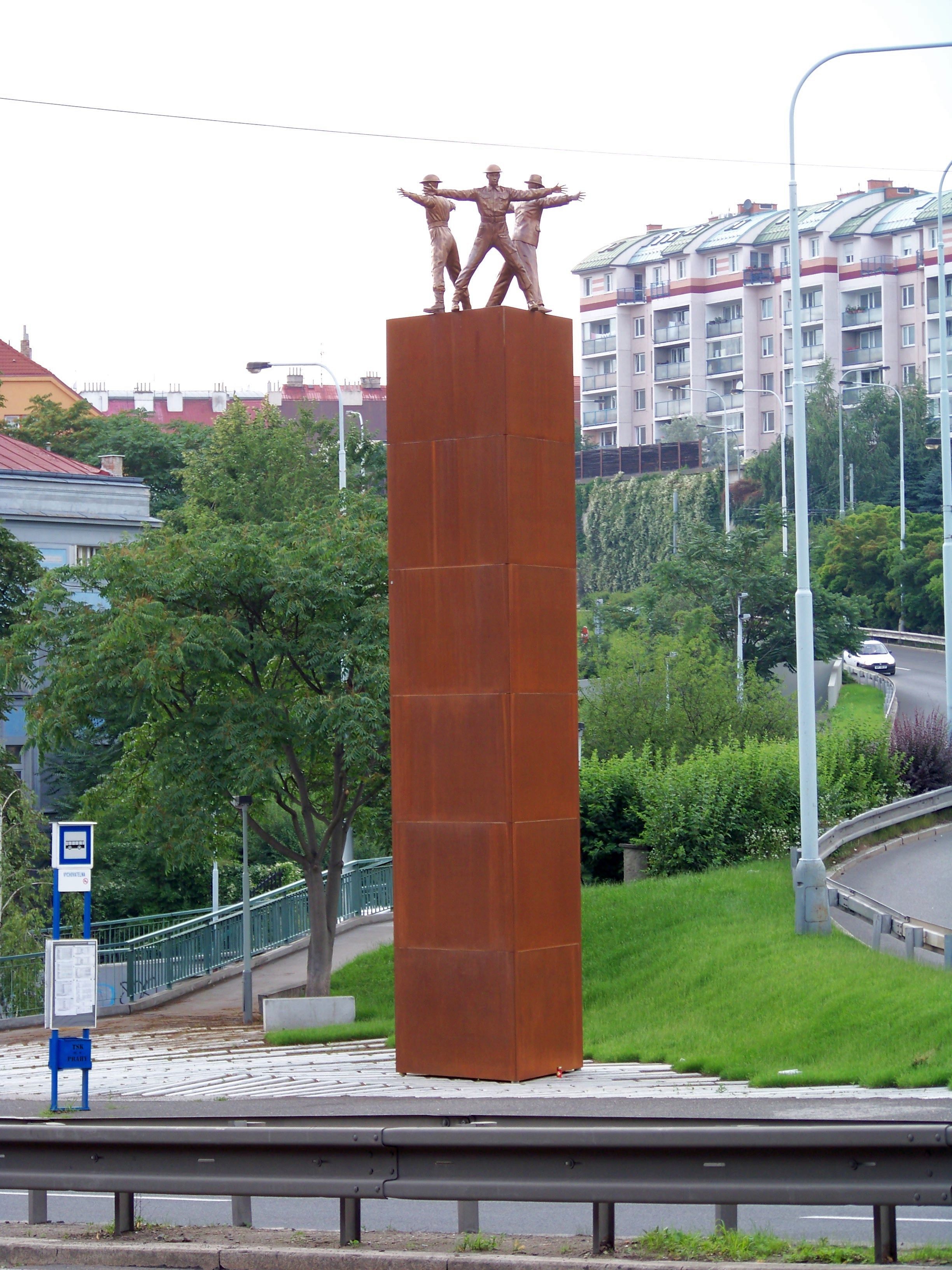
Gedenkstätte Operation Anthropoid in Prag

David Moješčík (geboren am 25. Juli 1974 in Frýdek-Místek) ist ein tschechischer Künstler und Bildhauer. Er ist auch unter dem Künstlernamen MojDa bekannt.

## Leben
Moješčík absolvierte eine Ausbildung zum Steinschneider in Žulová, besuchte die Industriefachschule für Bildhauer in Hořice und studierte danach an der Technischen Universität Brünn bei Vladimír Preclík und Michal Gabriel.
Er interessiert sich vornehmlich für figurative Kunst. Seit 2006 arbeitet er zusammen mit Michalem Šmeral im Bereich Kunst in öffentlichen Räumen. Unter anderem schuf er am Ort des Attentats auf Reinhard Heydrich 2009 die Gedenkstätte Operation Anthropoid im Prager Stadtteil Libeň, die an die Operation Anthropoid erinnert.

## Werke (Auswahl)
- Gedenkstätte Operation Anthropoid in Prag
- Projekt für ein Denkmal in Prag für Nikola Tesla
- Interieur im Dramatischen Klub in Prag, Modernisierung
- Levitace (Levitation), eine bekannte Skulptur vor dem Svinov Bahnhof in Ostrava
- Bludička (Irrlicht), Skulptur

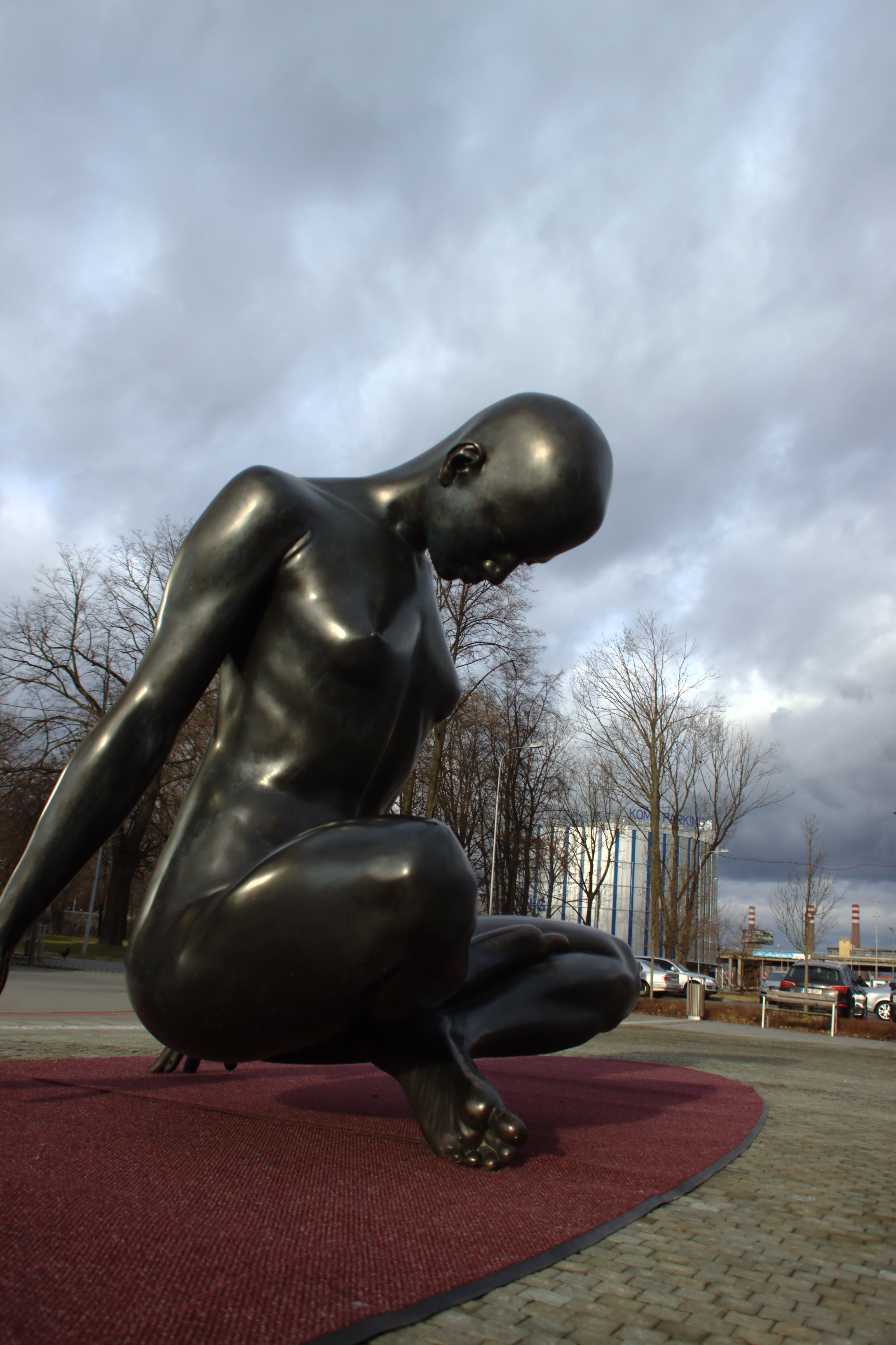
Levitace (Levitation) 2010
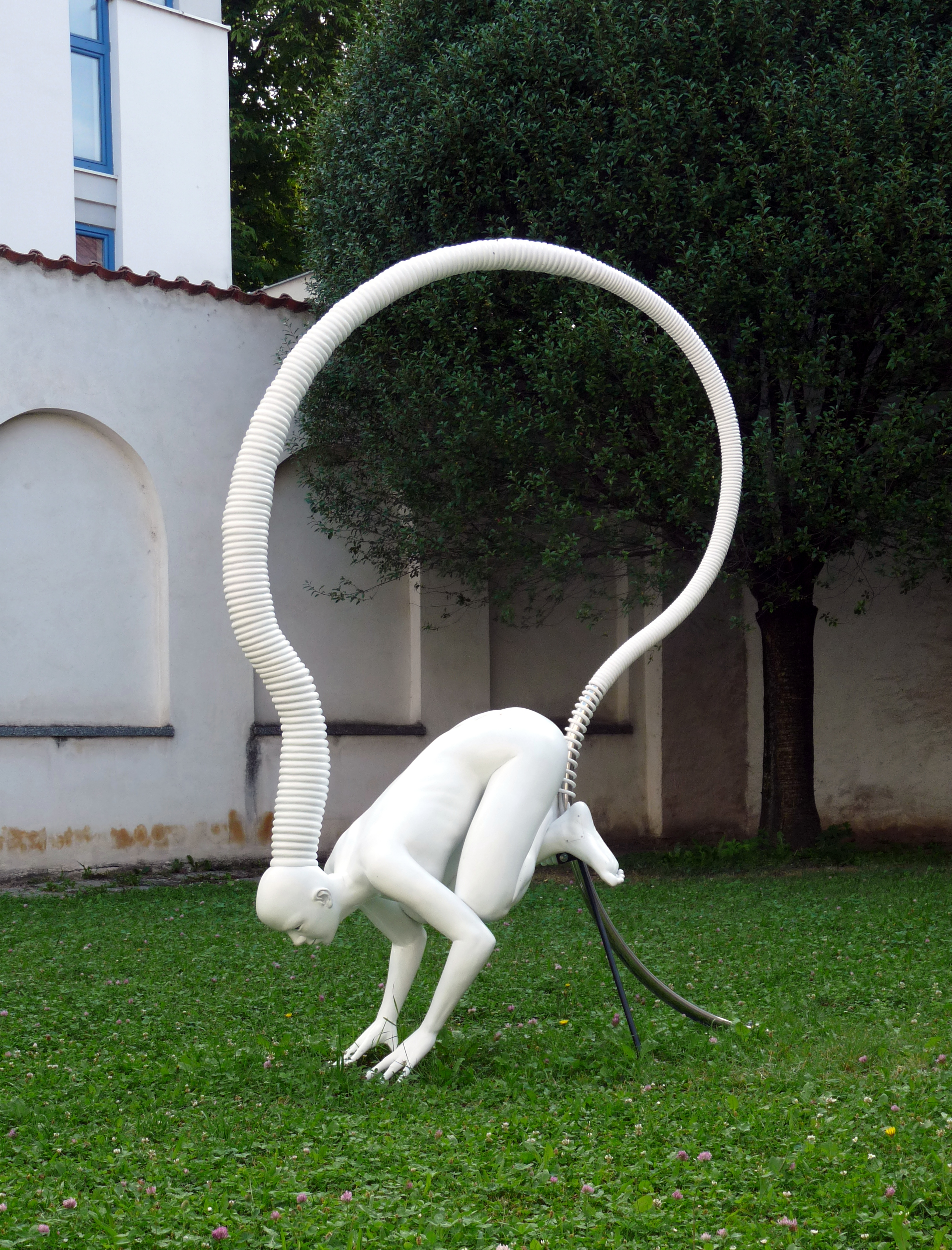
Bludička (Irrlicht) 2014